# Ibídem
Ibídem (del llatí ibidem; abreviat ib. o ibíd., sense cursiva) és un cultisme llatí que significa «en el mateix lloc» i s'usa en les citacions o notes d'un text per a citar la referència immediatament anterior. Per tant, significa «igual que la referència anterior» i s'utilitza per a no repetir-la. Ibídem té la mateixa funció que la locució opere citato (‘en l'obra citada’, abreviat op. cit.) o loco citato (‘en el lloc citat’, abreviat loc. cit.); però a diferència d'aquestes, s'utilitza per a referir-se només a la citació immediatament anterior.
L'abreviació «ib.» o «ibíd.» cita el mateix autor i el mateix llibre, que no s'han de citar novament, però cal indicar les pàgines corresponents a la nova citació.

## Exemple
4. Boix-Fuster, E.; Vila i Moreno, F. X. (1998). Sociolingüística de la llengua catalana. Barcelona: Ariel, p. 113.
5. Ibíd., p. 115.
El llibre citat en la nota 5 és el mateix que el de la 4, però s'indiquen pàgines diferents.